# Jugastru de Banat
Acer monspessulanum (jugastrul de Banat, jugastrul de Montpellier) este o specie de arțar mediteraneean cu frunze mici originară din regiunea mediteraneeană care crește din Maroc și Portugalia în vest, până în Turcia, Siria, Liban și Israel în est, iar în nord până în Munții Jura din Franța și Eifel în Germania.   
În România se găsește sporadic pe colinele din sudul Banatului și foarte rar, în Oltenia. Este o specie termofilă, ce se instalează prin luminișuri, coaste, stâncării însorite, soluri uscate calcaroase   .
Denumirea speciei monspessulanum vine de la denumirea în latină a orașului Montpellier din Franța (Mons Pessulanus).

## Descriere
Acer monspessulanum este un arbore de foioase de dimensiuni medii sau un arbust dens ramificat, care crește până la o înălțime de 10-15 m (rar până la 20 m).  Trunchiul are scoarța netedă de culoare gri închisă, la copacii tineri, devenind fin fisurată la copacii în vârstă. 

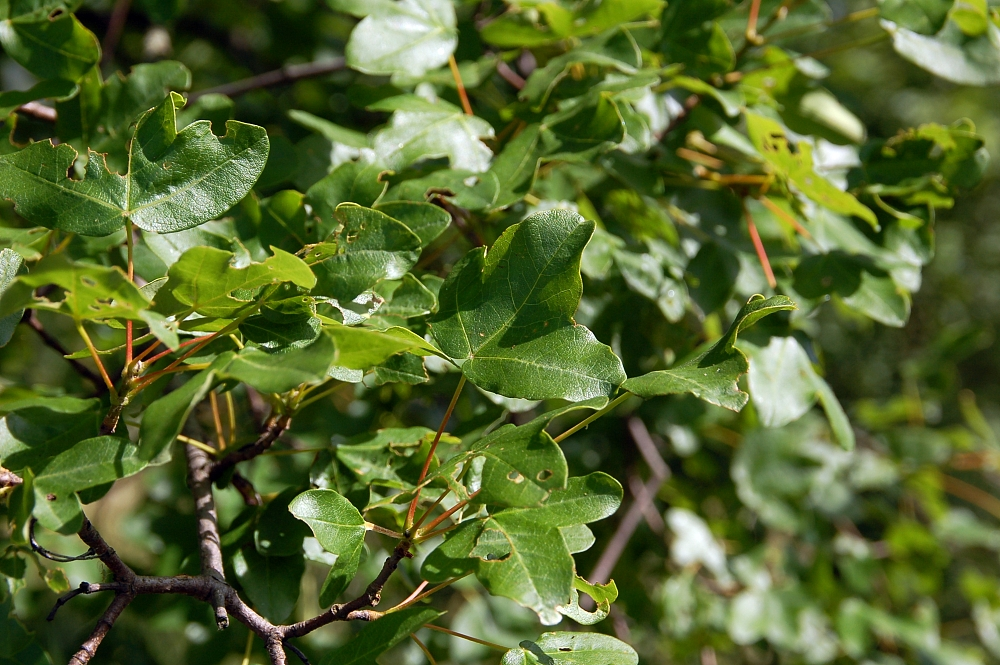
frunzele sunt mici, cerate, lucioase specifice vegetației mediteraneene si au trei lobi

Față de alți arțari asemănători se distinge cel mai ușor prin frunzele sale mici cu trei lobi (de 3-6 cm lungime și 3–7 cm lățime), de un verde închis lucios, uneori ușor pieloase (caracteristică specifică plantelor mediteraneene) și cu marginea netedă, cu un pețiol de 2–5 cm. Frunzele cad foarte târziu toamna, de obicei în noiembrie.  
Florile apar primăvara, sunt dispuse în corimbe de 2-3 cm lungime de culoare galbenă spre albă. Fructele sunt samare, specifice aceraceelor, au 2-3 cm lungime.  

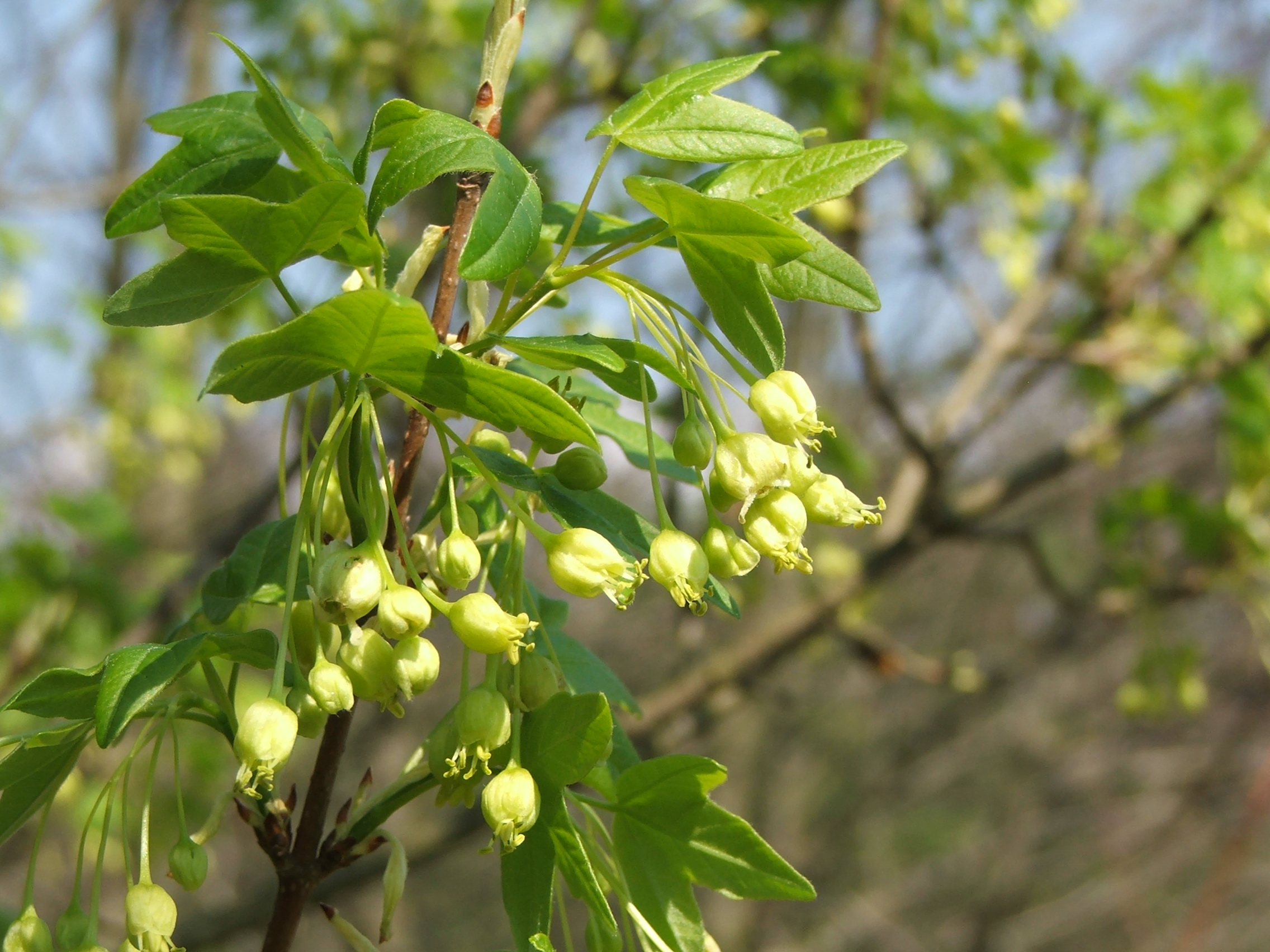
Flori și frunze tinere primăvara

Specia poate fi confundată cu Acer campestre (jugastrul), un alt arțar originar din Europa, de care se deosebește cel mai bine prin seva limpede din frunze (alb ca laptele la jugastru) și unghiul mult mai îngust dintre aripile samarei (la jugastrul mediteraneean, de Banat).  

## Habitat
Acest arbore/arbust crește între nivelul mării și 800 m deasupra nivelului mării, în tufărișuri sau în păduri puțin dense, unde este adesea asociat cu Stejarul de stâncă mediteraneean - Quercus ilex. Habitatul său tipic îl reprezintă pădurile mediteraneene veșnic verzi din bazinul mediteraneean (Franța, Spania, munții Atlas în Maroc, munții Turciei, munții Libanului). Preferă solurile cu pH neutru, uscate și bine aerisite, crește adesea pe roca calcaroasă. Preferă lumina sau semi-umbra. Este o plantă xerofilă dar nu este o plantă veșnic verde, întrucât are frunzele căzătoare. 